# Union sportive de Saint-Conwoïon de Redon
 (juillet 2022).
L'Union Sportive de Saint-Conwoïon de Redon (ou USSC Redon) était un club de football basé à Redon, en Ille-et-Vilaine (Bretagne).

## Histoire
Le patronage de la Saint-Conwoïon est fondé en 1872, 
la section football fut créée en 1913.[réf. nécessaire] Le club accéda en troisième division en 1984, avant d'être relégué en 1988, puis relégué en division d'honneur Bretagne en 1993. Il s'ensuit une période de résultats sportifs difficiles ponctuées de nombreuses relégations. En 2002, alors qu'il vient de tomber au plus bas niveau régional, le club fusionne avec l'Union Sportive Saint-Nicolas pour former le nouveau Football Club Atlantique Vilaine.

## Palmarès
- Championnat de Division d'Honneur - Ligue de l'Ouest
  - Champion : 1980-81[4].

## Bilan par saison
| Saison                                                             | Championnat | Championnat               | Championnat | Championnat | Championnat | Championnat | Championnat | Championnat | Championnat | Championnat | Championnat | Championnat |
| Saison                                                             | Niv.        | Div.                      | Pos.        | Pts         | M           | V           | N           | D           | BP          | BC          | +/-         |             |
| ------------------------------------------------------------------ | ----------- | ------------------------- | ----------- | ----------- | ----------- | ----------- | ----------- | ----------- | ----------- | ----------- | ----------- | ----------- |
| 1980-1981                                                          | 5           | DH Ouest                  | 1re/14      | 69          | 26          | 18          | 7           | 1           | 59          | 21          | +38         |             |
| 1981-1982                                                          | 4           | Division 4 - groupe D     | 5e/14       | 28          | 26          | 10          | 8           | 8           | 33          | 36          | -3          |             |
| 1982-1983                                                          | 4           | Division 4 - groupe D     | 5e/14       | 31          | 26          | 13          | 5           | 8           | 41          | 33          | +8          |             |
| 1983-1984                                                          | 4           | Division 4 - groupe D     | 2e/14       | 37          | 26          | 17          | 3           | 6           | 56          | 36          | +20         |             |
| 1984-1985                                                          | 3           | Division 3 - groupe Ouest | 14e/16      | 21          | 30          | 6           | 9           | 15          | 30          | 50          | -20         |             |
| 1985-1986                                                          | 3           | Division 3 - groupe Ouest | 13e/16      | 25          | 30          | 8           | 9           | 13          | 37          | 39          | -2          |             |
| 1986-1987                                                          | 3           | Division 3 - groupe Ouest | 6e/16       | 35          | 30          | 12          | 11          | 7           | 41          | 33          | +8          |             |
| 1987-1988                                                          | 3           | Division 3 - groupe Ouest | 16e/16      | 19          | 30          | 6           | 7           | 17          | 26          | 57          | -31         |             |
| 1988-1989                                                          | 4           | Division 4 - groupe D     | 10e/14      | 24          | 26          | 9           | 6           | 11          | 43          | 50          | -7          |             |
| 1989-1990                                                          | 4           | Division 4 - groupe D     | 10e/14      | 20          | 26          | 8           | 4           | 14          | 24          | 41          | -17         |             |
| 1990-1991                                                          | 4           | Division 4 - groupe D     | 9e/14       | 24          | 26          | 8           | 8           | 10          | 29          | 38          | -9          |             |
| 1991-1992                                                          | 4           | Division 4 - groupe D     | 9e/14       | 20          | 26          | 6           | 8           | 12          | 21          | 35          | -14         |             |
| 1992-1993                                                          | 4           | Division 4 - groupe D     | 13e/14      | 18          | 26          | 5           | 8           | 13          | 27          | 41          | -14         |             |
| 1993-1994                                                          | 6           | DH Bretagne               | 14e/14      | 35          | 22          | 3           | 3           | 20          | -           | -           | -           |             |
| 1994-1995                                                          | 7           | DSR - groupe C            | 11e/12      | 34          | 22          | 4           | 4           | 14          | -           | -           | -           |             |
| 1995-1996                                                          | 8           | DRH - groupe D            | 6e/12       | 53          | 22          | 9           | 4           | 9           | -           | -           | -           |             |
| 1996-1997                                                          | 8           | DRH                       | ?/12        | -           | 22          | -           | -           | -           | -           | -           | -           |             |
| 1997-1998                                                          | 8           | DRH                       | 1re/12      | -           | 22          | -           | -           | -           | -           | -           | -           |             |
| 1998-1999                                                          | 7           | DSR - groupe B            | ?/12        | -           | 22          | -           | -           | -           | -           | -           | -           |             |
| 1999-2000                                                          | 7           | DSR - groupe A            | 11e/12      | 48          | 22          | -           | -           | -           | -           | -           | -           |             |
| 2000-2001                                                          | 8           | DRH - groupe D            | 7e/12       | 54          | 22          | -           | -           | -           | -           | -           | -           |             |
| 2001-2002                                                          | 8           | DRH - groupe E            | 11e/12      | 43          | 22          | 5           | 6           | 11          | 20          | 27          | -7          |             |
| Fusion avec l'US Saint-Nicolas, naissance du FC Atlantique Vilaine |             |                           |             |             |             |             |             |             |             |             |             |             |

## Joueurs célèbres ou marquants
- Julien Stopyra, entraîneur de l'équipe première en 1970 puis de l'équipe réserve pendant plusieurs années[6].
- Yannick Stopyra, membres des équipes de jeunes du club avant de partir au centre de formation du FC Sochaux en 1977[7].
- François Denis, joueur de 1984 à 1987[8].
- Thierry Turban, joueur de 1985 à 1987[9].